# 女巫也瘋狂
《女巫也瘋狂》（英語：Hocus Pocus）為1993年美國奇幻喜劇電影 故事描述在萬聖節，一名男孩意外地將三名女巫復活的故事。本電影的導演為肯尼·奥特加。
本電影於1993年7月16日在北美上映，上映當時評價褒貶不一，票房也不算非常好。然而，過去十多年來，每逢萬聖節的前夕，均會在迪士尼頻道以及Freeform等電視頻道重播，因此被觀眾重新注意到，並且收視率增加。 這樣年復一年的萬聖節季重播，讓這部電影成為邪典追捧。
本部電影的續集《女巫也瘋狂2》，由安妮·佛萊契導演兼編劇，於2022年9月30日在Disney+上映。

## 劇情
1693年10月31日，在塞勒姆，一名叫做賓克斯的少年，目睹自己的妹妹艾蜜莉被女巫山德斯三姊妹綁架，賓客斯試圖拯救他的妹妹，但是卻被女巫們變成黑貓，並獲得永生不死的詛咒。山德斯三姊妹在憤怒的村民施以絞刑，但對她們來說，只是暫時的消失。在死之前，女巫下了一個法術，只要在萬聖夜前的滿月，由處女點燃黑色蠟燭，山德斯三姊妹就會復活。 
300年後的1993年10月，一名青少年麥克斯，剛搬到塞勒姆，並且在課堂上聽到了山德斯三姊妹的傳說。萬聖夜時，麥克斯與妹妹丹妮和女同學艾莉森前往山德斯三姊妹的博物館，麥克斯無意間點燃了黑色蠟燭，並讓山德斯三姊妹復活。三姊妹意圖抓走丹妮，而麥克斯拯救了她，此時黑貓賓客斯也出現協助，在萬聖夜時，一場驚人的大冒險就此展開。

## 演員
- 貝蒂·蜜勒 飾演溫妮福瑞‧山德斯(Winifred "Winnie" Sanderson)，通稱溫妮，是山德斯三姊妹的大姊以及領導者。
- 莎拉·潔西卡·帕克 飾演沙拉‧山德斯(Sarah Sanderson)，山德斯三姊妹的小妹，擅長使用魔幻的聲音吸引小孩。
- 凱西·納吉米(Kathy Najimy) 飾演瑪莉‧山德斯(Mary Sanderson)，山德斯三姊妹排行第二，擅長使用嗅覺聞出小孩。
- 歐姆瑞·凱茲(Omri Katz) 飾演馬克西米利安‧丹尼森 (Maximilian "Max" Dennison)，通稱麥克斯。剛從洛杉磯搬到塞勒姆_(马萨诸塞州)的青少年，因為點燃蠟燭被發現是「處男」。
- 索拉·伯奇 飾演丹妮瑞拉‧丹尼森(Danielle "Dani" Dennison)，通稱丹妮，麥克斯的妹妹。
- 凡妮莎·蕭(Vinessa Shaw) 飾演 艾莉森(Allison Watts)，麥克斯的女同學，她的父母非常喜歡山德斯三姊妹的傳說故事，還建立了山德斯三姊妹的博物館，但因為發生太多怪事而關閉。
- 肖恩·莫瑞 飾演 賓客斯(Thackery Binx)，1963年的村莊青少年，他發現妹妹艾蜜莉被山德斯三姊妹，試圖拯救妹妹的時候被詛咒變成不死的黑貓。
  - 詹森·馬斯登 飾演 黑貓時的賓客斯(配音)。[8]
- 亞曼達‧謝波德(Amanda Shepherd) 飾演 艾蜜莉(Emily Binx)，1963年被山德斯三姊妹抓走的小女孩。賓客斯的妹妹
- 賴瑞·貝格比(Larry Bagby) 飾演 艾斯(Ernie "Ice")，欺負麥克斯的惡霸青少年之一。
- 陶比斯・耶利內克(Tobias Jelinek) 飾演 傑(Jay)，欺負麥克斯的惡霸青少年之一，與艾斯是同夥。
- 道格·瓊斯 飾演比利(William "Billy" Butcherson)，一名在1693年被山德斯三姊妹毒死的村民，在1993年時已殭屍的型態復活並幫助麥克斯等人。

## 續集
2014年11月的一場專訪，貝蒂·蜜勒表示她隨時準備好參與續集，而她認為電影裡的搭檔，莎拉·潔西卡·帕克與凱西·納吉米也都有興趣回歸拍攝續集。然而貝蒂表示迪士尼尚未批准任何續集。 2016年10月，莎拉·潔西卡·帕克被詢問到續集的可能性，沙拉潔西卡表示「我也喜歡，我認為我們隨時都準備好」(I would love that. I think we've been very vocal that we're very keen)
2019年10月，宣布將製作女巫也瘋狂的續集電影並在Disney+獨家上映。 消息宣布貝蒂、莎拉潔西卡以及凱西均對於回歸演出感到興趣。2021年5月，消息指出貝蒂、莎拉潔西卡以及凱西均確定重回續集演出山德斯三姊妹。 女巫也瘋狂2於2022年9月30日上映。

## 外部連結
- 互联网电影数据库（IMDb）上《女巫也瘋狂》的资料（英文）